# リチャード・ヴォーン (裁判官)
リチャード・ヴォーン（英語: Richard Vaughan、1655年ごろ – 1724年10月27日）は、ウェールズ出身の裁判官、政治家。1685年から1724年に死去するまでカーマーゼン選挙区選出の庶民院議員を務めた。1718年12月から1724年まで、連続在任期間の最も長い現職議員だった（現代でいう議会の父）。

## 生涯
ジョン・ヴォーン（John Vaughan、1684年没）とレイチェル・ヴォーン（Rachel Vaughan、サー・ヘンリー・ヴォーンの娘）の息子として、1655年ごろに生まれた。1672年5月23日、オックスフォード大学ジーザス・カレッジに入学した後、1673年にグレイ法曹院に入学、1680年に弁護士資格免許を取得、1706年に評議員に選出された。1676年に母方のおじにあたるサー・ヘンリー・ヴォーンが死去すると、デルウィスの地所を継承、1684年に父が死去するとその遺産を継承した。
カーマーゼンシャーのゴールデン・グローヴを本領とするヴォーン家の分家出身であり、家族の影響力もあって1678年にカーマーゼンシャーの治安判事に、1683年にカーマーゼン市裁判所判事（recorder）に、1685年にカーマーゼンシャー副統監に任命された。その後、1686年にカーマーゼン市裁判所判事から副判事（deputy recorder）に一旦降格され、判事には初代ボーフォート公爵ヘンリー・サマセットが任命された。
1685年イングランド総選挙でカーマーゼン選挙区から出馬した。カーマーゼン選挙区はヴォーン家が長らく支配しており、現職議員のアルサム・ヴォーン閣下（Hon. Altham Vaughan、第2代カーベリー伯爵リチャード・ヴォーンの六男）が1679年から1681年までカーマーゼン選挙区で3回当選したが、1682年初に死去した。そのため、親族にあたるリチャード・ヴォーンが代わりに出馬、無投票で当選した。政見はイングランド国教会信者でトーリー党に分類されるが、ジェームズ2世期（忠誠議会期、1685年 – 1687年）では活動的ではなかった。1688年に審査法とカトリック刑罰法の廃止（すなわち、カトリックへの寛容政策）について意見を問われたとき、「プロテスタント宗教が同様に保障されるまで疑いを抱いている」（doubtful till he sees an equivalent security for the Protestant religion）と返答したため、同年2月にカーマーゼンシャー副統監から、4月にカーマーゼンシャーの治安判事から解任された。その後、名誉革命により10月にカーマーゼンシャーの治安判事に復帰、カーマーゼン市裁判所副判事から判事に再昇格、1689年5月にカーマーゼンシャー副統監にも復帰した。1689年イングランド総選挙でも無投票で再選した。
トーリー党所属でありながら名誉革命や後援者である初代ボーフォート公爵の失脚といった危機を乗り越え、ウィリアム3世やアン女王の治世にも再選を重ねた。これはヴォーンがボーフォート公爵との関係を断ち切ってゴールデン・グローヴのヴォーン家本家（ホイッグ党寄り）を頼ったためと推測され、以降1696年に第3代準男爵サー・ジョン・フェンウィックの私権剥奪に反対したが、それ以外では党派色をあらわにすることは少なく、同時期の議員リストではホイッグ党に分類されることも多かった。
ジョージ1世が即位した後、ホイッグ党が政権を握り、ヴォーンは1715年に南ウェールズ巡回裁判区の裁判官に任命された。任命の理由はウェールズ出身かつホイッグ党所属の裁判官が少なかったことが一因だったという。ジョージ1世の治世では1719年に便宜的国教徒禁止法と教会分裂阻止法の廃止法案に反対票を投じ、貴族法案にも反対票を投じた。
1724年10月27日、ホルボーン・ロー（Holborn Row）の自宅で急死した。姪エリザベス、ついでエリザベスと結婚したジョン・ヴォーンが領地を継承した。カーマーゼンの聖ピーター教会にリチャード・ヴォーンの記念碑が立てられている。

## 家族
1692年7月12日、アラベラ・フィリップス（Arabella Philipps、第3代準男爵サー・エラスマス・フィリップスの娘）と結婚したが、2人の間に子供はいなかった。